# Atrive
Atrive est un hameau (devenu quartier) de Avin, section de la commune belge de la ville de Hannut, en province de Liège et en région wallonne.
Il est situé dans l'arrondissement administratif de Waremme, dans l'arrondissement judiciaire de Huy, en Hesbaye, dans la vallée de la Mehaigne, à 7 km de Hannut.